# Lluís Josep de Borbó

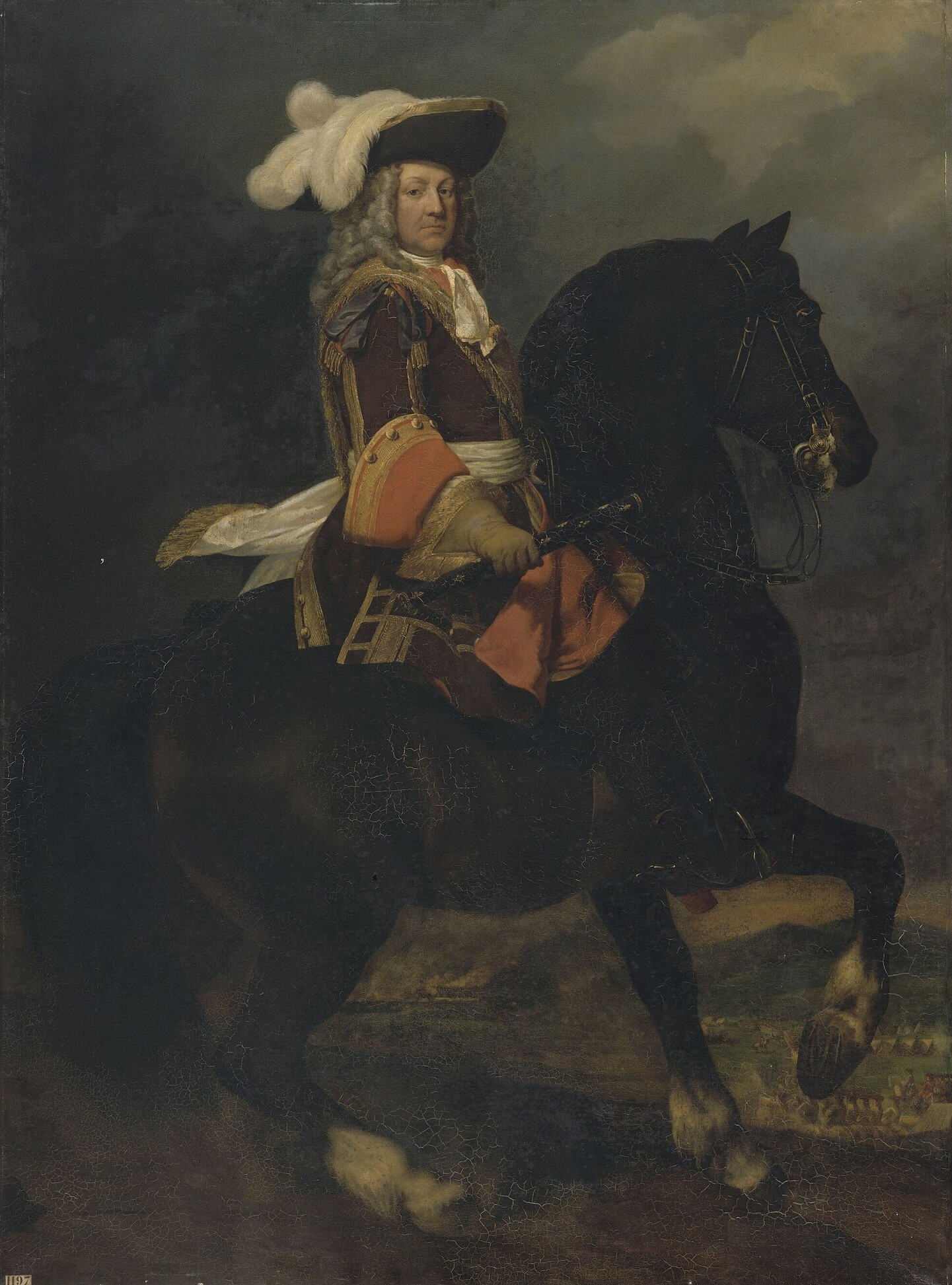
Louis Joseph de Bourbon, Duc de Vendôme, durant la campanya de (1706).

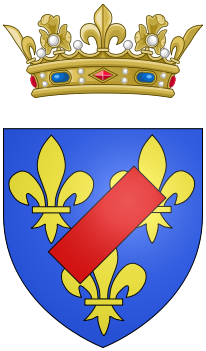
Armes de la
ducs de Vendôme.

Lluís Josep de Borbó —Louis Joseph de Bourbon (francès)— anomenat El Gran Vendôme, (1 de juliol de 1654, París - 11 de juny de 1712, Vinaròs) fou duc de Vendôme, militar i aristòcrata francès al servei de Lluís XIV de França (1701-1710) i de Felip V d'Espanya (1710-1711) durant la Guerra de Successió Espanyola. Vendôme fou un dels soldats més notables en la història de l'exèrcit francès. Tenia, a més a més de l'habilitat i la imaginació fèrtil del veritable líder d'un exèrcit, el valor brillant d'un soldat. Però el secret genuí del seu èxit uniforme era la seva extraordinària influència sobre els seus homes.
Va ser nomenat comandant en cap de l'exèrcit francès al front italià després que el seu predecessor, el Duc de Villeroy, fos capturat durant la batalla de Cremona. El 1706 fou nomenat comandant en cap de l'exèrcit francès al front continental després que el seu predecessor, novament el Duc de Villeroy, fos derrotat en la batalla de Ramillies. El 1708 fou derrotat en la batalla d'Oudenaarde i finalment, el 1710 i per les repetides súpliques de Felip V, fou nomenat comadant en cap de l'exèrcit borbònic espanyol després de la derrota del seu predecessor, el Marquès de Bay, a la batalla de Monte de Torrero.

## Família
Lluís Josep de Borbó era fill de Lluís de Borbó, duc de Vendôme, i besnet del rei Enric IV de França i la seva amant, Gabrielle d'Estrée. Nasqué a París i la seva mare era Laura Mancini, la germana gran d'Olympe Mancini, la mare del Príncep Eugeni de Savoia, el seu futur adversari al camp de batalla.
Es casà amb Maria Anna de Borbó, una filla d'Enric Juli de Borbó i d'Anna Enriqueta de Baviera, i era neta de Lluís II de Borbó-Condé. No tingueren fills.

## Guerra dels Nou Anys
Ingressà a l'exèrcit a l'edat de divuit anys i aviat es distingí pel seu valor i vigor personal en la Guerra francoholandesa aconseguint el 1688 ser nomenat lloctinent general. En la Guerra dels Nou Anys lluità a les ordres del Duc de Luxemburg a la batalla de Steinkeerke i també sota Nicolas Catinat a la batalla de Marsaglia. El 1695 se'l nomenà comandant en cap de l'exèrcit francès al front del Rosselló, aconseguint ocupar la capital de Catalunya al final del Setge de Barcelona de 1697. Poc després fou nomenat Mariscal de Camp.

## Guerra de Successió Espanyola
El 1702, després de les derrotes de Nicolas Catinat i del Duc de Villeroy, se'l nomenà comandant en cap de l'exèrcit francès a Itàlia. Durant tres campanyes en aquell país es mostrà com un antagonista a l'alçada del Príncep Eugeni de Savoia, que finalment fou derrotat en la batalla de Cassano l'any 1705.
El 1706, després d'aconseguir una nova victòria al front italià a la batalla de Calcinato, fou nomenat comandant en cap de l'exèrcit francès de Flandes. La missió que se li encomanà fou la d'estabilitzar el front continental després de la desastrosa derrota francesa a la batalla de Ramillies. Però al front continental es convertí merament en el mentor del Duc de Borgonya, sent incapaç d'evitar una nova derrota borbònica a la batalla d'Oudenaarde l'any 1708. Després d'això es retirà a les seves propietats.
Les contínues peticions per part de Felip V al seu avi Lluís XIV de França per tal que li enviés a Duc de Vendôme, foren inicialment desoïdes per aquest. Però la derrotes borbòniques en la batalla d'Almenar i a la Monte de Torrero i l'Ocupació de Madrid (1710) per les tropes austriacistes forçaren que finalment Lluís XIV de França accedís a enviar el Duc de Vendôme per rellevar el destituït Marquès de Bay com a comandant en cap de l'exèrcit borbònic espanyol de Felip V.
Aconseguí una victòria inicial al Setge de Brihuega, on capturà tot el cos expedicionari britànic a les ordres de James Stanhope, però fou derrotat en la batalla de Villaviciosa. No obstant això, l'exèrcit austriacista estava en clara inferioritat numèrica i prosseguí el seu replegament cap a l'Aragó i després cap a l'interior de Catalunya.
A la tàctica batalla de Prats de Rei de 1711 hagué de retirar-se i posposar l'avenç sobre Barcelona. L'11 de juny de 1712 morí sobtadament a Vinaròs (segons es diu en aquella vil·la, d'un empatx de llagostins i marisc) i fou enterrat al Monestir de l'Escorial.